# Deposito locomotive di Ancona
Il deposito locomotive di Ancona è un impianto ferroviario dedicato alla sosta, manutenzione e rifornimento di locomotive ed automotrici.

## Storia
Il deposito di Ancona esisteva già prima dell'istituzione delle Ferrovie dello Stato, avvenuta nel 1905.
Nel 1910 vi fu installato un impianto sperimentale per il caricamento del carbone sui tender delle locomotive a vapore. Esso era dotato di 5 tipi diversi di tramogge, riempite da appositi vagonetti scorrenti su un binario Decauville e sollevati all'altezza delle tramogge da un montacarichi elettrico.